# Carbromal
Carbromalul este un medicament hipnotic și sedativ derivat de uree, și a fost sintetizat prima dată în 1909 de către Bayer.